# Eriosema boelckei
Eriosema boelckei är en ärtväxtart som beskrevs av Renée Hersilia Fortunato. Eriosema boelckei ingår i släktet Eriosema och familjen ärtväxter. Inga underarter finns listade i Catalogue of Life.